# Apple II

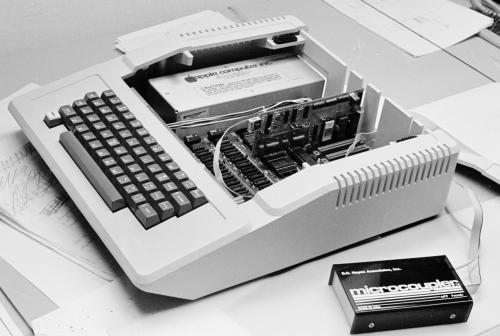
Một máy tính Apple II có modem ngoài

Apple II (cách điệu thành Apple] [) là một máy tính gia đình 8-bit và là một trong những sản phẩm máy vi tính được sản xuất hàng loạt đầu tiên trên thế giới, được thiết kế chủ yếu bởi Steve Wozniak (Steve Jobs giám sát sự phát triển của vỏ máy bọc nhựa của Apple II và Rod Holt đã phát triển nguồn dùng điện chuyển đổi). Nó được Jobs và Wozniak giới thiệu tại West Coast Computer Faire năm 1977 và là sản phẩm tiêu dùng đầu tiên được Apple Computer, Inc. kinh doanh. Đây là model đầu tiên trong một loạt các máy tính được sản xuất cho đến khi Apple IIe ngừng sản xuất vào tháng 11 năm 1993. Apple II đánh dấu lần đầu tiên Apple ra mắt máy tính cá nhân nhắm vào thị trường tiêu dùng mang nhãn hiệu dành cho các hộ gia đình Mỹ thay vì doanh nhân hay người có sở thích dùng máy tính.

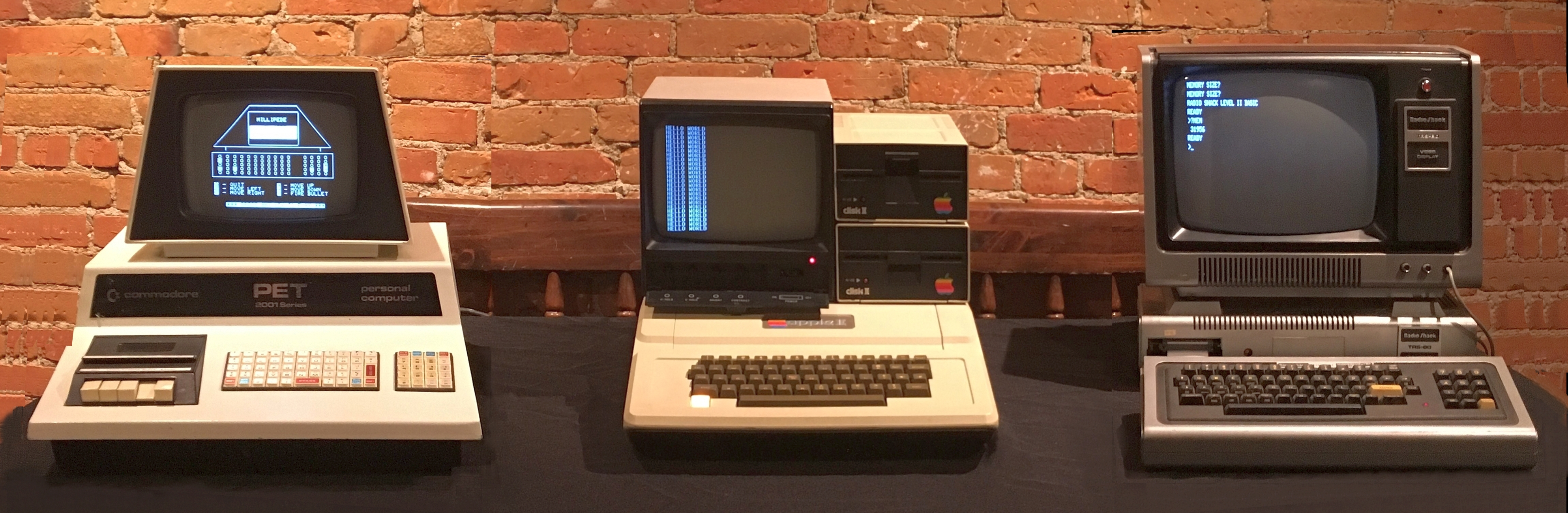
Ba máy tính mà Tạp chí Byte gọi là "Trinity năm 1977" của máy tính gia đình: Commodore PET 2001, Apple II và TRS-80 Model I.

Tạp chí Byte đã gọi Apple II, Commodore PET 2001 và TRS-80 là "Trinity năm 1977". Apple II có tính năng nổi bật là có thể hiển thị đồ họa màu và khả năng này là lý do tại sao logo Apple được thiết kế lại để có phổ màu.

## Lịch sử
Đến năm 1976, Steve Jobs đã thuyết phục nhà thiết kế sản phẩm Jerry Manock (người trước đây làm việc tại máy tính thiết kế Hewlett Packard) tạo ra "vỏ" cho Apple II, một vỏ trơn được lấy cảm hứng từ các thiết bị nhà bếp có thể che giấu các cơ chế bên trong. Những chiếc Apple II đầu tiên được lắp ráp tại Thung lũng Silicon và sau đó là Texas; bảng mạch in được sản xuất tại Ireland và Singapore. Các máy tính đầu tiên được bán vào ngày 10 tháng 6 năm 1977  với bộ vi xử lý MOS Technology 6502 chạy ở 1.023   MHz, hai paddles trò chơi  (không còn được đóng gói kể từ năm 1980 vì chúng vi phạm các quy định của FCC), 4   KB RAM, giao diện băng âm thanh để tải chương trình và lưu trữ dữ liệu và ngôn ngữ lập trình Integer BASIC được tích hợp trong ROM. Bộ điều khiển video hiển thị 24 dòng bằng 40 cột đơn sắc, chỉ viết hoa (bộ ký tự gốc khớp với văn bản ASCII 20h đến 5Fh) trên màn hình, với đầu ra video tổng hợp NTSC phù hợp để hiển thị trên màn hình TV hoặc trên TV thông thường bằng cách cài thêm bộ điều chế RF riêng. Giá bán lẻ ban đầu của máy tính là 1.298 USD (với 4KB RAM) và 2.638 USD (với tối đa 48 KB RAM). Để phản ánh khả năng đồ họa màu của máy tính, logo Apple trên vỏ có các sọc cầu vồng, và các sọc này vẫn là một phần của logo công ty của Apple cho đến đầu năm 1998. Có lẽ Apple II là chất xúc tác đáng kể nhất cho máy tính cá nhân trong nhiều ngành công nghiệp; nó chịu trách nhiệm mở ra các cánh cửa cho phần mềm tiếp thị cho người tiêu dùng.

## Tổng quan
Trong số tháng 5 năm 1977 của tạp chí Byte, Steve Wozniak đã xuất bản một mô tả chi tiết về thiết kế của mình; Bài báo bắt đầu với câu nói, "Đối với tôi, một máy tính cá nhân nên nhỏ, đáng tin cậy, thuận tiện để sử dụng và không tốn kém." 